# بروک‌استون
بروک‌استون (انگلیسی: Brookstone) شرکت خرده‌فروشی آمریکایی است، که در سال ۱۹۶۵ تأسیس شد.